# Grand Prix moto de France 2024
Le Grand Prix moto de France 2024 est la cinquième manche du championnat du monde de vitesse moto 2024.
Cette 89e édition du Grand Prix moto de France se déroule du 10 mai au 12 mai sur le Circuit Bugatti au Mans. C'est la 67e édition comptant pour le championnat du monde.

## Classements MotoGP

### Course sprint
| Pos.                                                                   | No. | Pilote                | Equipe                            | Constructeur | Tours | Temps/Ecarts       | Grille | Points |
| ---------------------------------------------------------------------- | --- | --------------------- | --------------------------------- | ------------ | ----- | ------------------ | ------ | ------ |
| 1                                                                      | 89  | Jorge Martín          | Prima Pramac Racing               | Ducati       | 13    | 19:49.694          | 1      | 12     |
| 2                                                                      | 93  | Marc Márquez          | Gresini Racing MotoGP             | Ducati       | 13    | +2.280             | 13     | 9      |
| 3                                                                      | 12  | Maverick Viñales      | Aprilia Racing                    | Aprilia      | 13    | +4.174             | 3      | 7      |
| 4                                                                      | 23  | Enea Bastianini       | Ducati Lenovo Team                | Ducati       | 13    | +4.798             | 10     | 6      |
| 5                                                                      | 41  | Aleix Espargaró       | Aprilia Racing                    | Aprilia      | 13    | +7.698             | 6      | 5      |
| 6                                                                      | 31  | Pedro Acosta          | Red Bull GasGas Tech3             | KTM          | 13    | +9.185             | 7      | 4      |
| 7                                                                      | 49  | Fabio Di Giannantonio | Pertamina Enduro VR46 Racing Team | Ducati       | 13    | +11.190            | 4      | 3      |
| 8                                                                      | 43  | Jack Miller           | Red Bull KTM Factory Racing       | KTM          | 13    | +11.516            | 11     | 2      |
| 9                                                                      | 25  | Raúl Fernández        | Trackhouse Racing                 | Aprilia      | 13    | +12.257            | 14     | 1      |
| 10                                                                     | 20  | Fabio Quartararo      | Monster Energy Yamaha MotoGP      | Yamaha       | 13    | +12.699            | 8      |        |
| 11                                                                     | 88  | Miguel Oliveira       | Trackhouse Racing                 | Aprilia      | 13    | +13.492            | 12     |        |
| 12                                                                     | 21  | Franco Morbidelli     | Prima Pramac Racing               | Ducati       | 13    | +15.578            | 9      |        |
| 13                                                                     | 5   | Johann Zarco          | LCR Honda Castrol                 | Honda        | 13    | +16.439            | 15     |        |
| 14                                                                     | 73  | Álex Márquez          | Gresini Racing MotoGP             | Ducati       | 13    | +16.816            | 17     |        |
| 15                                                                     | 33  | Brad Binder           | Red Bull KTM Factory Racing       | KTM          | 13    | +16.969            | 22     |        |
| 16                                                                     | 30  | Takaaki Nakagami      | LCR Honda Idemitsu                | Aprilia      | 13    | +19.123            | 19     |        |
| 17                                                                     | 37  | Augusto Fernández     | Red Bull GasGas Tech3             | KTM          | 13    | +23.618            | 20     |        |
| 18                                                                     | 10  | Luca Marini           | Repsol Honda Team                 | Honda        | 13    | +27.854            | 21     |        |
| Ret                                                                    | 72  | Marco Bezzecchi       | Pertamina Enduro VR46 Racing Team | Ducati       | 9     | Accident           | 5      |        |
| Ret                                                                    | 42  | Álex Rins             | Monster Energy Yamaha MotoGP      | Yamaha       | 6     | Accident           | 16     |        |
| Ret                                                                    | 36  | Joan Mir              | Repsol Honda Team                 | Honda        | 4     | Abandon            | 18     |        |
| Ret                                                                    | 1   | Francesco Bagnaia     | Ducati Lenovo Team                | Ducati       | 3     | Problème technique | 2      |        |
| Meilleur tour du Sprint : Marco Bezzecchi (Ducati) – 1:30.852 (tour 3) |     |                       |                                   |              |       |                    |        |        |
| Rapport officiel                                                       |     |                       |                                   |              |       |                    |        |        |

### Course principale
| Pos.                                                                   | No. | Pilote                | Equipe                            | Constructeur | Tours | Temps/Ecarts       | Grille | Points |
| ---------------------------------------------------------------------- | --- | --------------------- | --------------------------------- | ------------ | ----- | ------------------ | ------ | ------ |
| 1                                                                      | 89  | Jorge Martín          | Prima Pramac Racing               | Ducati       | 27    | 41:23.709          | 1      | 25     |
| 2                                                                      | 93  | Marc Márquez          | Gresini Racing MotoGP             | Ducati       | 27    | +0.446             | 13     | 20     |
| 3                                                                      | 1   | Francesco Bagnaia     | Ducati Lenovo Team                | Ducati       | 27    | +0.585             | 2      | 16     |
| 4                                                                      | 23  | Enea Bastianini       | Ducati Lenovo Team                | Ducati       | 27    | +2.206             | 10     | 13     |
| 5                                                                      | 12  | Maverick Viñales      | Aprilia Racing                    | Aprilia      | 27    | +4.053             | 3      | 11     |
| 6                                                                      | 49  | Fabio Di Giannantonio | Pertamina Enduro VR46 Racing Team | Ducati       | 27    | +9.480             | 4      | 10     |
| 7                                                                      | 21  | Franco Morbidelli     | Prima Pramac Racing               | Ducati       | 27    | +9.868             | 9      | 9      |
| 8                                                                      | 33  | Brad Binder           | Red Bull KTM Factory Racing       | KTM          | 27    | +10.353            | 22     | 8      |
| 9                                                                      | 41  | Aleix Espargaró       | Aprilia Racing                    | Aprilia      | 27    | +11.392            | 6      | 7      |
| 10                                                                     | 73  | Álex Márquez          | Gresini Racing MotoGP             | Ducati       | 27    | +13.442            | 17     | 6      |
| 11                                                                     | 25  | Raúl Fernández        | Trackhouse Racing                 | Aprilia      | 27    | +24.201            | 14     | 5      |
| 12                                                                     | 5   | Johann Zarco          | LCR Honda Castrol                 | Honda        | 27    | +26.809            | 15     | 4      |
| 13                                                                     | 37  | Augusto Fernández     | Red Bull GasGas Tech3             | KTM          | 27    | +27.426            | 20     | 3      |
| 14                                                                     | 30  | Takaaki Nakagami      | LCR Honda Idemitsu                | Honda        | 27    | +30.026            | 19     | 2      |
| 15                                                                     | 42  | Álex Rins             | Monster Energy Yamaha MotoGP      | Yamaha       | 27    | +30.936            | 16     | 1      |
| 16                                                                     | 10  | Luca Marini           | Repsol Honda Team                 | Honda        | 27    | +40.000            | 21     |        |
| Ret                                                                    | 20  | Fabio Quartararo      | Monster Energy Yamaha MotoGP      | Yamaha       | 16    | Accident           | 8      |        |
| Ret                                                                    | 43  | Jack Miller           | Red Bull KTM Factory Racing       | KTM          | 16    | Accident           | 11     |        |
| Ret                                                                    | 88  | Miguel Oliveira       | Trackhouse Racing                 | Aprilia      | 16    | Problème technique | 12     |        |
| Ret                                                                    | 36  | Joan Mir              | Repsol Honda Team                 | Honda        | 14    | Accident           | 18     |        |
| Ret                                                                    | 72  | Marco Bezzecchi       | Pertamina Enduro VR46 Racing Team | Ducati       | 3     | Accident           | 5      |        |
| Ret                                                                    | 31  | Pedro Acosta          | Red Bull GasGas Tech3             | KTM          | 2     | Accident           | 7      |        |
| Meilleur tour en course: Enea Bastianini (Ducati) – 1:31.107 (tour 23) |     |                       |                                   |              |       |                    |        |        |
| Rapport officiel                                                       |     |                       |                                   |              |       |                    |        |        |

## Classements provisoires aux Championnats
Seul le top5 de chaque championnat a l’issue du Grand Prix est présenté ici,,,.

### MotoGP
|   | Pos. | Pilote            | Points |
| - | ---- | ----------------- | ------ |
|   | 1    | Jorge Martín      | 129    |
|   | 2    | Francesco Bagnaia | 91     |
| 3 | 3    | Marc Márquez      | 89     |
| 1 | 4    | Enea Bastianini   | 89     |
|   | 5    | Maverick Viñales  | 81     |

|  | Pos. | Constructeur | Points |
|  | ---- | ------------ | ------ |
|  | 1    | Ducati       | 170    |
|  | 2    | KTM          | 107    |
|  | 3    | Aprilia      | 100    |
|  | 4    | Yamaha       | 28     |
|  | 5    | Honda        | 17     |

|   | Pos. | Equipe                      | Points |
| - | ---- | --------------------------- | ------ |
|   | 1    | Ducati Lenovo Team          | 180    |
| 1 | 2    | Prima Pramac Racing         | 144    |
| 1 | 3    | Aprilia Racing              | 132    |
|   | 4    | Gresini Racing MotoGP       | 122    |
|   | 5    | Red Bull KTM Factory Racing | 91     |

### Moto2
|   | Pos. | Pilote          | Points |
| - | ---- | --------------- | ------ |
| 1 | 1    | Sergio García   | 89     |
| 1 | 2    | Joe Roberts     | 82     |
|   | 3    | Fermín Aldeguer | 63     |
| 1 | 4    | Ai Ogura        | 63     |
| 1 | 5    | Alonso López    | 54     |

|  | Pos. | Constructeur | Points |
|  | ---- | ------------ | ------ |
|  | 1    | Boscoscuro   | 113    |
|  | 2    | Kalex        | 98     |

|   | Pos. | Equipe                        | Points |
| - | ---- | ----------------------------- | ------ |
|   | 1    | MT Helmets – MSi              | 152    |
| 1 | 2    | Folladore Speed Up            | 117    |
| 1 | 3    | OnlyFans American Racing Team | 111    |
|   | 4    | QJmotor Gresini Moto2         | 84     |
|   | 5    | Fantic Racing                 | 48     |

### Moto3
|  | Pos. | Pilote         | Points |
|  | ---- | -------------- | ------ |
|  | 1    | Daniel Holgado | 94     |
|  | 2    | David Alonso   | 93     |
|  | 3    | Collin Veijer  | 62     |
|  | 4    | Iván Ortolá    | 50     |
|  | 5    | Joel Kelso     | 42     |

|  | Pos. | Constructeur | Points |
|  | ---- | ------------ | ------ |
|  | 1    | Gas Gas      | 94     |
|  | 2    | CFMoto       | 93     |
|  | 3    | KTM          | 77     |
|  | 4    | Husqvarna    | 72     |
|  | 5    | Honda        | 58     |

|   | Pos. | Equipe                         | Points |
| - | ---- | ------------------------------ | ------ |
| 1 | 1    | CFMoto Gaviota Aspar Team      | 126    |
| 1 | 2    | Red Bull GasGas Tech3          | 121    |
| 1 | 3    | Liqui Moly Husqvarna Intact GP | 92     |
| 1 | 4    | MT Helmets – MSi               | 85     |
| 2 | 5    | Boé Motorsports                | 80     |

### MotoE
|   | Pos. | Pilote            | Points |
| - | ---- | ----------------- | ------ |
|   | 1    | Mattia Casadei    | 77     |
| 1 | 2    | Nicholas Spinelli | 75     |
| 2 | 3    | Kevin Zannoni     | 47     |
| 2 | 4    | Oscar Gutiérrez   | 41     |
| 3 | 5    | Héctor Garzó      | 40     |

|   | Pos. | Equipe                   | Points |
| - | ---- | ------------------------ | ------ |
| 1 | 1    | LCR E-Team               | 100    |
| 2 | 2    | Tech3 E-Racing           | 92     |
| 2 | 3    | Dynavolt Intact GP MotoE | 78     |
| 1 | 4    | Openbank Aspar Team      | 71     |
| 1 | 5    | Axxis – MSi              | 56     |